# Bartelso
Bartelso és una població dels Estats Units a l'estat d'Illinois. Segons el cens del 2000 tenia 593 habitants.

## Poblacions més properes
El següent diagrama mostra les poblacions més properes.